# Velimir Perasović
Velimir Perasović (ur. 9 lutego 1965 w Stobreču) – chorwacki trener koszykarski, koszykarz, olimpijczyk.

## Osiągnięcia
Na podstawie, o ile nie zaznaczono inaczej.

### Drużynowe
- Mistrz:
  - Euroligi (1989–1991)
  - Jugosławii (1988–1991)
- Wicemistrz:
  - Pucharu Saporty (1994, 1995)
  - LEB Gold (II liga hiszpańska – 1998 – awans do ACB)
- 2-krotny zdobywca Pucharu Jugosławii (1990, 1991)
- Zdobywca Pucharu:
  - Saporty (1996)
  - Chorwacji (1992)
  - Hiszpanii (1995)
  - Księcia Hiszpanii (1998)
- Finalista Pucharu:
  - Hiszpanii (1994)
  - Jugosławii (1988, 1989)

### Indywidualne
- MVP pucharu:
  - Hiszpanii (1994)
  - Księżniczki Asturii (II ligi hiszpańskiej LEB Oro – 1998)
- Najlepszy zawodnik zagraniczny ligi hiszpańskiej (1999 według Gigantes del Basket)[4]
- 5-krotny lider strzelców hiszpańskiej ligi ACB (1993, 1999–2002)
- 5-krotny uczestnik spotkań gwiazd ligi ACB (1992, 1998, 1999, 2000, 2001)

### Reprezentacja
- Mistrz:
  - świata (1990)
  - Europy (1991)
- Wicemistrz:
  - olimpijski (1992)
  - igrzysk śródziemnomorskich (1993)
  - Uniwersjady (1983)
- 2-krotny brązowy medalista mistrzostw Europy (1993, 1995)
- Uczestnik igrzysk olimpijskich (1992, 1996 – 7. miejsce)

### Trenerskie
- Mistrz:
  - Eurocupu (2014)
  - Chorwacji (2009-2010)
- Wicemistrz:
  - Eurocupu (2012)
  - Ligi Adriatyckiej (2009, 2010)
- Wicemistrz Hiszpanii (2006)
- 3. miejsce podczas rozgrywek:
  - Euroligi (2006)
  - Eurocup (2013)
  - Pucharu Hiszpanii (2007, 2014)
  - Superpucharu Hiszpanii (2013, 2015)
- 4. miejsce podczas rozgrywek Euroligi (2007)
- Zdobywca:
  - Pucharu Hiszpanii (2006)
  - Superpucharu Hiszpanii (2006, 2007)
  - Pucharu Chorwacji (2004, 2009)
  - Superpucharu Turcji (2010)
- Trener Roku AEEB (2014)
- Finalista Pucharu:
  - Hiszpanii (2013)
  - Chorwacji (2010)
- Uczestnik Eurobasketu (2015 – 9. miejsce)